# Selección de fútbol olímpica de España
La selección de fútbol olímpica de España es el término usado para designar a todas y cada una de las distintas selecciones que han jugado para representar a España en los Juegos Olímpicos.
Tal honor, debido al continuo cambio y mejora de normas para hacer más competitiva la competición, ha correspondido a distintas categorías de la selección española. Así, desde la selección absoluta, encargada de disputar las primeras ediciones, hasta la selección sub-23, actual participante, han sido diversas las selecciones que han tomado parte en la cita olímpica.

## Historia
Hasta 1948, el torneo era disputado por las selecciones absolutas de cada país, por lo que la selección española fue la encargada de acudir al certamen, donde consiguió su mayor logro en la edición de 1920 de Amberes donde conquistó la medalla de plata.
A partir de dicha fecha, la FIFA y el COI deciden restringir el acceso a los futbolistas profesionales, naciendo así la época «amateur» del fútbol en los Juegos Olímpicos.
Cuando a la mayoría de asociaciones y confederaciones mundiales había llegado ya la profesionalización en este deporte, llegaba esta restricción en el evento olímpico, principalmente para buscar una mayor competitividad entre los participantes (debida el gran desequilibrio entre selecciones, donde por ejemplo las sudamericanas o europeas, eran muy superiores al resto), y que el evento olímpico no desluciese a la ya existente máxima competición futbolística a nivel mundial, la Copa del Mundo. 
Dicha normativa favoreció especialmente a los equipos de la Europa del Este, que viendo como la restricción no les afectaba a ellos, al no tener jugadores profesionales a los que impedir acudir al torneo ya que seguían compitiendo con el mismo equipo desde sus fundaciones, esto es, con jugadores no profesionales, ya que en dichos países no se aplicaba tal circunstancia para sus deportistas futbolísticos, se convirtieron en los grandes dominadores del torneo, ganando todas las ediciones siguientes a excepción de la de 1984 celebrada en Los Ángeles y la de 1948 celebrada en Londres.
Esta circunstancia obligó a que las selecciones de la UEFA, Conmebol y CONCACAF debieran desarrollar nuevas selecciones al margen de la absoluta para poder participar en el torneo. Nacen así las denominadas selecciones «amateurs».
España, incluida dentro de la circunstancia, crea así un combinado «amateur» que les represente en los Juegos Olímpicos, tal y como hacen el resto de selecciones implicadas. Durante dicho período, la mejor actuación del combinado es un 5.º puesto en la edición de 1968 celebrada en México D. F. hasta que en 1992 se produjese una nueva variación en la normativa.
En las ediciones de 1984 y 1988, ya se vislumbraban indicios de ese nuevo cambio, buscando resolver la controversia dentro del fútbol. El espíritu de los Juegos Olímpicos donde se enfrentan los mejores deportistas de cada disciplina, chocaba con la restricción de futbolistas profesionales. Por tal motivo vuelve a permitirse su participación en los torneos, con la salvedad de aquellos que ya hubiesen disputado alguna edición de la Copa del Mundo. España no conseguiría clasificarse para dichos certámenes por lo que no se vería afectada. Otros combinados sin embargo debieron volver a reajustar sus integrantes, y así algunos países presentan a sus selecciones juveniles, ya que eran en muchos casos sus mejores jugadores profesionales que no habían acudido a algún Mundial.
A continuación se listan las selecciones que defendieron a España en los Juegos Olímpicos, y su período:
- Selección absoluta: 1920-1936.
- Selección amateur: 1948-1988.[n 4]
- Selección sub-23: 1992-Act.

## Estadísticas
Leyenda: PJ: Partidos jugados; PG: Partidos ganados; PE: Partidos empatados; PP: Partidos perdidos; GF: Goles a favor; GC: Goles en contra.

### Fútbol en los Juegos Olímpicos
| Año                 | Ronda            | Posición        | PJ              | PG              | PE              | PP              | GF              | GC              | Selección       |
| ------------------- | ---------------- | --------------- | --------------- | --------------- | --------------- | --------------- | --------------- | --------------- | --------------- |
| Atenas 1896         |                  |                 |                 |                 |                 |                 |                 |                 |                 |
| París 1900          |                  |                 |                 |                 |                 |                 |                 |                 |                 |
| St. Louis 1904      |                  |                 |                 |                 |                 |                 |                 |                 |                 |
| Londres 1908        |                  |                 |                 |                 |                 |                 |                 |                 |                 |
| Estocolmo 1912      |                  |                 |                 |                 |                 |                 |                 |                 |                 |
| Amberes 1920        | Medalla de plata | 2.º             | 5               | 4               | 0               | 1               | 9               | 5               | Absoluta        |
| París 1924          | Primera fase     | 14.º            | 1               | 0               | 0               | 1               | 0               | 1               | Absoluta        |
| Ámsterdam 1928      | Cuartos de final | 5.º             | 3               | 1               | 1               | 1               | 9               | 9               | Absoluta        |
| Los Ángeles 1932    |                  |                 |                 |                 |                 |                 |                 |                 |                 |
| Berlín 1936         |                  |                 |                 |                 |                 |                 |                 |                 |                 |
| Londres 1948        |                  |                 |                 |                 |                 |                 |                 |                 |                 |
| Helsinki 1952       |                  |                 |                 |                 |                 |                 |                 |                 |                 |
| Melbourne 1956      |                  |                 |                 |                 |                 |                 |                 |                 |                 |
| Roma 1960           |                  |                 |                 |                 |                 |                 |                 |                 |                 |
| Tokio 1964          |                  |                 |                 |                 |                 |                 |                 |                 |                 |
| México 1968         | Octavos de final | 6.º             | 4               | 2               | 1               | 1               | 4               | 2               | Amateur         |
| Múnich 1972         |                  |                 |                 |                 |                 |                 |                 |                 |                 |
| Montreal 1976       | Fase de grupos   | 13.º            | 2               | 0               | 0               | 2               | 1               | 3               | Amateur         |
| Moscú 1980          | Fase de grupos   | 10.º            | 3               | 0               | 3               | 0               | 2               | 2               | Amateur         |
| Los Ángeles 1984    |                  |                 |                 |                 |                 |                 |                 |                 |                 |
| Seúl 1988           |                  |                 |                 |                 |                 |                 |                 |                 |                 |
| Barcelona 1992      | Medalla de oro   | 1.º             | 6               | 6               | 0               | 0               | 14              | 2               | Sub-23          |
| Atlanta 1996        | Cuartos de final | 7.º             | 4               | 2               | 1               | 1               | 5               | 7               | Sub-23          |
| Sídney 2000         | Medalla de plata | 2.º             | 6               | 4               | 1               | 1               | 12              | 6               | Sub-23          |
| Atenas 2004         |                  |                 |                 |                 |                 |                 |                 |                 |                 |
| Pekín 2008          |                  |                 |                 |                 |                 |                 |                 |                 |                 |
| Londres 2012        | Primera fase     | 14.º            | 3               | 0               | 1               | 2               | 0               | 2               | Sub-23          |
| Río de Janeiro 2016 | No se clasificó  | No se clasificó | No se clasificó | No se clasificó | No se clasificó | No se clasificó | No se clasificó | No se clasificó | No se clasificó |
| Tokio 2020          | Medalla de plata | 2.º             | 6               | 3               | 1               | 2               | 9               | 5               | Sub-23          |
| París 2024          | Medalla de oro   | 1.º             | 6               | 5               | 0               | 1               | 16              | 8               | Sub-23          |
| Total               | 12/30            | 5.º             | 49              | 27              | 9               | 13              | 81              | 52              | España          |

Fuente: The Rec.Sport.Soccer Statistics Foundation Rsssf.com